# Bowfinger
Bowfinger è un film del 1999 diretto da Frank Oz. La sceneggiatura è di Steve Martin, che recita anche nel ruolo di protagonista.
La storia è ispirata a un fatto realmente accaduto nel 1927, quando un regista russo filmò di nascosto Mary Pickford e riuscì in seguito a costruire un intero film - intitolato Il bacio di Mary Pickford - partendo proprio da quelle riprese.

## Trama
Il produttore cinematografico Bobby Bowfinger desidera ardentemente fare un film, cosa per cui ha risparmiato una vita intera. Adesso che ha una sceneggiatura scritta da un contabile, un operatore, l'accesso al materiale per girare e alcuni attori che non vedono l'ora di recitare può realizzare il suo sogno, ma ha bisogno di una casa produttrice per cominciare a girare il film. Riesce a strappare una promessa a un produttore esecutivo che distribuirà il film solo a condizione che ci sia nel cast Kit Ramsey. Ramsey rifiuta l'offerta, così Bowfinger decide di girare le scene con Ramsey senza che lui ne sia al corrente. Gli attori, a cui è stato detto che il metodo di lavoro di Ramsey è quello di non avere contatti con i coprotagonisti al di fuori del set, incontrano Ramsey in luoghi pubblici e recitano le loro parti, mentre delle telecamere nascoste riprendono le confuse e spaventate reazioni dell'ignaro attore.
Il lavoro continua senza inconvenienti. Ramsey finisce col recitare nel film senza saperlo. In questo modo, Ramsey (che è un membro dell'organizzazione MindHead, che studia i poteri della mente) interpreta male i dialoghi del film di fantascienza a cui, ignaro, sta prendendo parte e crede di essere perseguitato dagli alieni; ciò danneggia il suo già precario stato mentale. A questo punto, pensa bene di nascondersi per non impazzire. Bowfinger, non riuscendo più a rintracciare Ramsey, ricorre a una persona a lui molto somigliante di nome Jiff, parte recitata ancora dallo stesso Murphy. Jiff è gentile, amabile ma un po' tonto. Dopo alcune scene girate con questa controfigura si scopre che Jiff è il fratello di Kit. Bowfinger allora lo usa per trovare Kit e girare la scena conclusiva del film. Tutto ciò di cui ha ora bisogno Bowfinger è girare la scena finale, all'interno di un osservatorio astronomico. Ma proprio verso la fine delle riprese, arrivano degli ufficiali della MindHead, che hanno scoperto che gli alieni di Kit non sono solo frutto della sua mente malata. A questo punto la produzione viene cancellata.
Tutto fa sembrare che Bowfinger non avrà il suo film. Ma la fortuna è dalla sua parte: l'operatore ha filmato alcune scene di Ramsey fuori dal set in caso ci fosse qualcosa di utilizzabile nel film; tra le altre scene che ha ripreso c'è Ramsey che si mette un sacchetto di carta in testa e si mostra con le parti basse scoperte alle cheerleader dei L.A. Lakers. Il filmato viene mostrato alla MindHead e, lasciando loro credere che senza l'assenso di Ramsey al film le scene verranno rese pubbliche, viene concesso a Bowfinger di girare le ultime scene, impedendo così che la carriera dell'attore venga rovinata da queste immagini poco edificanti. Bowfinger riesce finalmente a vedere la prima del suo film, che si rivela tutt'altro che un fallimento. Sull'onda del successo, Bowfinger riceve un'offerta da Taiwan per dirigere un film sulle arti marziali e si porterà dietro l'intero cast e il fratello di Kit Ramsey come protagonista.